# Хигасимура, Акико
Акико Хигасимура (яп. 東村 アキコ Хигасимура Акико, род. 15 октября 1975 года, Кусима) — японская мангака. Дебютировала в 1999 году в ныне закрытом журнале Bouquet Deluxe с Fruits Koumori и получила известность после выпуска Kisekae Yuka-chan в журнале Cookie. В 2010 году удостоилась премии манги Коданся в категории сёдзё за Princess Jellyfish. Номинировалась на премию «Манга Тайсё» в 2008 году с Himawari: Kenichi Legend, в 2009 — с Mama wa Tenparist, в 2010 — с Princess Jellyfish, в 2011 — с Omo ni Naitemasu и в 2016 и 2017 годах — с Tokyo Tarareba Musume. В 2015 году получила «Манга Тайсё» за работу «Бла-бла-бла», а также главный приз на 19-м фестивале Japan Media Arts Festival в категории «Манга». В 2016 году манга Princess Jellyfish вошла в список «Лучшая продолжающаяся серия манги для взрослых» по версии экспертов на San Diego Comic-Con International. В 2019 году манга Tokyo Tarareba Girls получила премию Айснера в категории «Лучшее издание международного материала в США — Азия». 
Является старшей сестрой мангаки Такумы Морисигэ, автора My Neighbor Seki.

## Работы
- Kisekae Yuka-chan (яп. きせかえユカちゃん Кисэкаэ Юка-тян) (2001)
- Koi no Surisasu (яп. 恋のスリサス Кои но Сурисасу) (2002, ваншот)
- Ebisu Ginza Tengoku (яп. ゑびす銀座天国 Эбису гиндза тэнгоку) (2004, ваншот)
- Shiroi Yakusoku (яп. 白い約束 Сирои Якусоку) (2004, ваншот)
- Himawari: Kenichi Legend (яп. ひまわりっ 健一レジェンド Химавари: Кэнъити Рэдзендо) (2006)
- Mama wa Tenparist (яп. ママはテンパリスト Мама ва тэмпарисуто) (2007)
- Princess Jellyfish (яп. 海月姫 Курагэхимэ) (2008)
- Tenparist Babies (яп. テンパリスト☆ベイビーズ Тэмпарисуто Бэйби:дзу) (2009, ваншот)
- Omo ni Naitemasu (яп. 主に泣いてます Омо ни найтэмасу) (2010)
- «Бла-бла-бла» (яп. かくかくしかじか Какукаку сикадзика) (2012)
- Meropon Dashi! (яп. メロポンだし! Мэропон Даси!) (2013)
- Tokyo Tarareba Musume (яп. 東京タラレバ娘 То:кё: Тарарэба мусумэ) (2014)
- Bishoku Tantei Akechi Gorou (яп. 美食探偵 明智五郎 Бисёку тантэй Акэти Горо:) (2015)
- Himoxile (яп. ヒモザイル Химодзайру) (2015, выпуск приостановлен)
- Yukibana no Tora (яп. 雪花の虎 Юкибана но тора) (2015)